# Piotr Grassou
Piotr Grassou (od fr. Pierre Grassou) – opowiadanie Honoriusza Balzaka z 1839, należące do Scen z życia paryskiego cyklu Komedia ludzka.

## Treść
Piotr Grassou, przeciętny malarz, zarabia na życie kopiując obrazy słynnych artystów, które następnie zostają sprzedane przez żydowskiego lichwiarza Magusa jako oryginały. Ze względu na brak artystycznego smaku u drobnomieszczan i burżuazji (najczęstszych klientów), handel przynosi ogromne zyski. Któregoś dnia w pracowni Grassou zjawia się, sprowadzony przez Magusa, marszand Vervelle z żoną. Nie tylko są oni przekonani o niezwykłym talencie Grassou, nie zorientowawszy się w charakterze jego pracy, ale widzą w nim również znakomitego kandydata na zięcia. Grassou rozpoznaje wśród obrazów Vervelle’a, kupowanych za sto tysięcy ecu, prace zlecone mu do wykonania przez Magusa. Entuzjazm Vervelle’a dla malarza łączącego talent Tycjana, Rubensa i innych doprowadza do ślubu Grassou z jego córką. Jednak bogactwo, szczęście małżeńskie i osiągnięte dzięki protekcji teściów stanowiska nie są w stanie uczynić go w pełni szczęśliwym.

## Cechy i przesłanie utworu
Piotr Grassou stanowi część szerszych rozważań o sztuce podjętych w Komedii ludzkiej, jednak jest jedynym utworem, którego główny bohater jest nie tylko słabym malarzem, ale i zdaje sobie sprawę z braku prawdziwego talentu. Autor po raz kolejny ukazuje w dziele sztukę jako siłę niszczącą, uniemożliwiającą osiągnięcie szczęścia – Grassou, mimo powodzenia w życiu, nigdy nie cieszy się nim w pełni, zdając sobie sprawę z własnej mierności na polu artystycznym. Stanowi tym samym przeciwieństwo postaci Frenhofera z opowiadania Nieznane arcydzieło czy Józefa Bridau z powieści Kawalerskie gospodarstwo.
Obok refleksji nad naturą malarstwa Balzak dokonuje również w dziele krytyki ograniczonego mentalnie, pozbawionego głębszych zainteresowań mieszczaństwa, niezdolnego ocenić prawdziwego piękna (wątek ten podejmuje również powieść Kuzyn Pons), zainteresowanego jedynie gromadzeniem bogactwa i tanim rozgłosem. Symbolem tej postawy jest dom rodziny Vervelle, wypełniony falsyfikatami znanych obrazów, które gospodarze uważają za prawdziwe.